# Iouli Chokalski
Iouli Mikhaïlovitch Chokalski (en russe : Юлий Михайлович Шокальский) est un océanographe, cartographe et géographe russe puis soviétique, né le 5 octobre 1856 à Saint-Pétersbourg et décédé le 26 mars 1940 à Léningrad.

## Biographie
Chokalski était un petit-fils d'Anna Kern, la célèbre maîtresse de Pouchkine. Diplômé de l'académie navale en 1880, il fit carrière dans la Marine impériale russe, contribua à l'établissement de l'Observatoire marin de Sébastopol et s'éleva au grade de lieutenant-général en 1912. Dans le même temps, il développa un intérêt pour la limnologie et la météorologie et fut l'auteur russe le plus prolifique sur ces sujets.
La plus importante monographie de Chokalski est Океанография (Océanographie) (1917), un recueil de ses conférences qui examine le lien entre la météorologie et l'hydrologie et souligne l'importance de la surveillance des phénomènes maritimes afin de comprendre les changements du climat à l'échelle mondiale. Chokalski insistait sur la distinction entre océanographie et hydrographie et inventa le terme d' « Océan mondial ».
En 1904, Chokalski fut élu à la Royal Geographical Society. Dix ans plus tard, il prit la tête de la Société géographique de Russie et conserva ce poste jusqu'en 1931. Son nom a été donné au détroit Chokalski, qui relie la mer des Laptev et la mer de Kara, et à la grande île Chokalski dans la mer de Kara.

## Référence
- (en) Cet article est partiellement ou en totalité issu de l’article de Wikipédia en anglais intitulé « Yuly Shokalsky » (voir la liste des auteurs).